# Maila Talvio
Maila Talvio właśc. Maria Mikkola (ur. 17 października 1871 w Hartola, zm. 6 stycznia 1951 w Helsinkach) – fińska powieściopisarka i tłumaczka polskiej literatury. 

## Życiorys
Była córką pastora Adolfa Magnusa Wintera i Julii Malwiny Bonsdorf, córki duchownego. Urodziła się jako siódme dziecko. Pseudonim Maila wyniknął z wady wymowy. Późniejsza litaratka nie potrafiła wymówić głoski r. W 1893 roku zawarła związek małżeński z językoznawcą  Jooseppim Juliusem Mikkolą, z którym odbywała podróże zagraniczne do krajów Europy wschodniej i centralnej.
Pisała realistyczne powieści społeczno-obyczajowe, między innymi związane ze środowiskami miejskiej i wiejskiej biedoty.
Tłumaczyła twórczość Henryka Sienkiewicza – jego nowele (Bartek Zwycięzca, Latarnik, Stary Sługa, Za chlebem, Szkice węglem) i powieści (Quo vadis, Na polu chwały, Ogniem i mieczem, Bez dogmatu), Elizy Orzeszkowej, Bolesława Prusa, Stanisława Przybyszewskiego.
Dorobek Talvio objął ponad pięździesiąt opublikowanych książek. Na wniosek Polskiej Akademii Literatury, 7 listopada 1936, został Jej nadany Złoty Wawrzyn Akademicki „za zasługi dla dobra literatury”. W 1950 roku otrzymała doktorat honoris causa Uniwersytetu Helsińskiego.

## Publikacje
- 1899 – Niemen virran varsilta (o podróży do Grodna)